# HD 74772
d Velorum
Ne doit pas être confondu avec D Velorum (= HD 74753), ni avec δ (Delta) Velorum.
Désignations
d Velorum (en abrégé d Vel), également désignée HD 74772, est une étoile de la constellation australe des Voiles. Sa magnitude apparente est de 4,05 et elle est donc visible à l'œil nu. Il s'agit d'une géante jaune distante d'environ 207 années-lumière de la Terre.

## Environnement stellaire
d Velorum est positionnée près du rémanent  de supernova Vela (XYZ), ce qui lui donne un fond de rayons X intense.
L'étoile présente une parallaxe annuelle de 15,78 ± 0,31 mas telle que mesurée par le satellite Gaia, ce permet d'en déduire qu'elle est distante de 207 ± 4 a.l. (∼ 63,5 pc) de la Terre. Elle se rapproche quelque peu du système solaire à une vitesse radiale héliocentrique de −1,84 km/s.
Un compagnon stellaire lui est recensé dans les catalogues d'étoiles doubles et multiples. Il s'agit d'une étoile de onzième magnitude qui, en date de 2015, était localisée à une distance angulaire de 45,7 secondes d'arc et à un angle de position de 64°. Il s'agit d'un compagnon purement optique dont la proximité apparente avec d Velorum n'est qu'une coïncidence.

## Propriétés
d Velorum est une étoile géante jaune évoluée de type spectral G6 III. Sa masse est 3,2 fois supérieure à celle du Soleil et son rayon est environ 13 fois plus grand que le rayon solaire. Sa luminosité est quant à elle 105 fois supérieure à celle du Soleil et sa température de surface est de 5 210 K.